# Мэтт Лейдэн Трофи

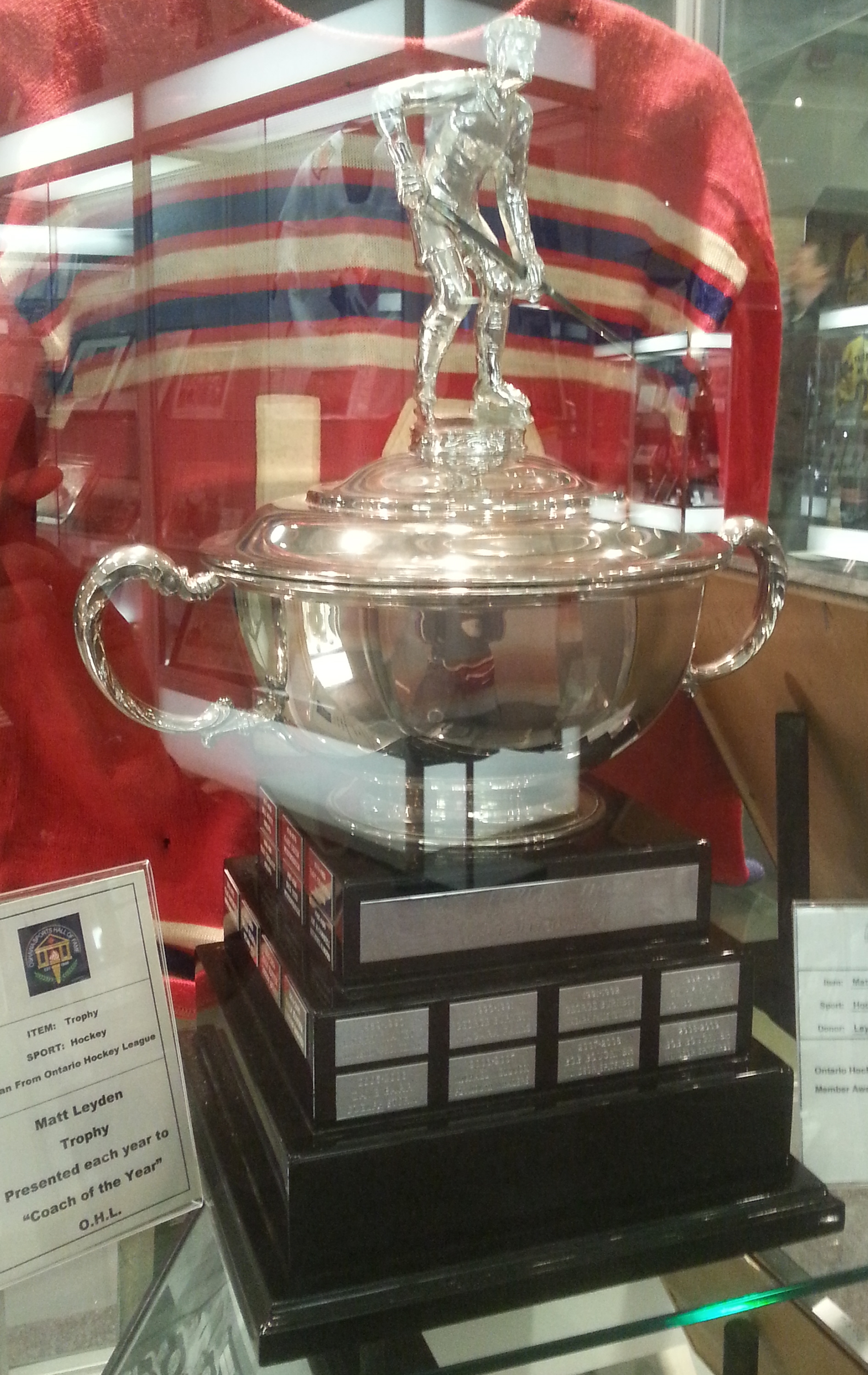
Мэтт Лейдэн Трофи

Мэтт Лейдэн Трофи (англ. Matt Leyden Trophy) — приз, ежегодно вручаемый лучшему тренеру Хоккейной лиги Онтарио (OHL). Победитель выбирается из тренеров и генеральных менеджеров клубов лиги.

## Победители
Выделены тренеры так же получавшие в этом сезоне трофей «Брайан Килри Эворд» лучшему тренеру года CHL.
- 2023-24 Дерек Лаксдал, Ошава Дженералз
- 2022-23 Дейв Кэмерон, Оттава Сиксти Севенс
- 2021-22 Джеймс Ричмонд, Миссиссога Стилхедс
- 2020-21 Сезон был отменён из-за пандемии коронавируса
- 2019-20 Андре Туриньи (2), Оттава Сиксти Севенс
- 2018-19 Андре Туриньи, Оттава Сиксти Севенс
- 2017-18 Дрю Баннистер, Су-Сент-Мари Грейхаундз
- 2016-17 Райан МакГилл, Оуэн-Саунд Аттак
- 2015-16 Крис Кноблаух, Эри Оттерз
- 2014-15 Шелдон Киф, Су-Сент-Мари Грейхаундз
- 2013-14 Ди-Джей Смит, Ошава Дженералз
- 2012-13 Майк Веллуччи (2), Плимут Уэйлерз
- 2011-12 Грег Жилбер, Сагино Спирит
- 2010-11 Марк Ридс, Оуэн-Саунд Аттак
- 2009-10 Дейл Хантер (3), Лондон Найтс
- 2008-09 Боб Бугнер (2), Уинсор Спитфайрз
- 2007-08 Боб Бугнер (1), Уинсор Спитфайрз
- 2006-07 Майк Веллуччи (1), Плимут Уэйлерз
- 2005-06 Дэйв Бэрр, Гелф Шторм
- 2004-05 Дейл Хантер (2), Лондон Найтс
- 2003-04 Дейл Хантер (1), Лондон Найтс
- 2002-03 Брайан Килри (5), Оттава Сиксти Севенс
- 2001-02 Крэйг Хартсбург (2), Су-Сент-Мари Грейхаундз
- 2000-01 Дэйв МакКуин, Эри Оттерз
- 1999-00 Питер де Бур (2), Плимут Уэйлерз
- 1998-99 Питер де Бур (1), Плимут Уэйлерз
- 1997-98 Гэри Эгнью (2), Лондон Найтс
- 1996-97 Брайан Килри (4), Оттава Сиксти Севенс
- 1995-96 Брайан Килри (3), Оттава Сиксти Севенс
- 1994-95 Крэйг Хартсбург (1), Гелф Шторм
- 1993-94 Берт Темплтон (2), Норт-Бей Центенниалз
- 1992-93 Гэри Эгнью (1), Лондон Найтс
- 1991-92 Джордж Барнетт (2), Ниагара-Фолс Тандер
- 1990-91 Джордж Барнетт (1), Ниагара-Фолс Тандер
- 1989-90 Лэрри Мэвити, Кингстон Фронтенакс
- 1988-89 Джо МакДоннелл, Китченер Рейнджерс
- 1987-88 Дик Тодд, Питерборо Питс
- 1986-87 Пол Терио, Ошава Дженералз
- 1985-86 Жак Мартен, Гелф Платерс
- 1984-85 Терри Крисп (2), Су-Сент-Мари Грейхаундз
- 1983-84 Том Барретт, Китченер Рейнджерс
- 1982-83 Терри Крисп (1), Су-Сент-Мари Грейхаундз
- 1981-82 Брайан Килри (2), Оттава Сиксти Севенс
- 1980-81 Брайан Килри (1), Оттава Сиксти Севенс
- 1979-80 Дэйв Чэмберс, Торонто Мальборос
- 1978-79 Гэри Грин, Питерборо Питс
- 1977-78 Билл Уайт, Ошава Дженералз
- 1976-77 Билл Лонг, Лондон Найтс
- 1975-76 Джерри Топпаццини, Садбери Вулвз
- 1974-75 Берт Темплтон (1), Гамильтон Финкапс
- 1973-74 Джэк Боунэсс, Кингстон Канадиэнс
- 1972-73 Джордж Армстронг, Торонто Мальборос
- 1971-72 Гас Боднар, Ошава Дженералз